# Malcolm-Jamal Warner
Pour les articles homonymes, voir Warner.
Malcolm-Jamal Warner, né le 18 août 1970 à Jersey City (New Jersey) et mort le 20 juillet 2025 à Playa Grande (province de Limón, Costa Rica), est un acteur, producteur et réalisateur américain.

## Biographie

### Jeunesse
Malcolm-Jamal Warner est élevé par sa mère Pamela, qui est son manager. Son nom est tiré de Malcolm X ainsi que du pianiste de jazz Ahmad Jamal.
À l'âge de neuf ans, il manifeste un intérêt pour le show business, ce qui le conduit à s'inscrire dans une école de théâtre. Puis il obtient son diplôme d'études secondaires de la Professional Children's School de New York dans l'État de New York.

### Carrière
Malcolm-Jamal Warner est révélé dans les années 1980 par le rôle de Theo Huxtable dans la sitcom Cosby Show (1984-1992). Il tente ensuite d'être le héros de sa propre sitcom : si Here and Now est un échec, Malcolm & Eddie est diffusé de 1996 à 2000.
Il tente ensuite de s'imposer dans un registre dramatique, avec la série fantastique Jeremiah (2002-2004). Mais il revient ensuite à des sitcoms : Listen Up (en) (2004-2005), Reed Between the Lines (2011).
Depuis, il fait des apparitions dans des séries de tous genres : Community, Sons of Anarchy, American Horror Story, Major Crimes, American Crime Story, Suits, Girlfriends' Guide to Divorce, Sneaky Pete.
De 2017 à 2018, il tient un rôle régulier dans la série Ten Days in the Valley, portée par Kyra Sedgwick, qui ne dure qu'une seule saison.
De 2018 à 2025, il joue un personnage récurrent dans la saison 1 et permanent depuis la saison 2 de la série de la Warner TV, The Resident. Il incarne le Dr AJ Austin, chirurgien cardio-thoracique.

### Vie privée
Malcolm-Jamal a eu une relation avec l'actrice Michelle Thomas, qui a incarné sa petite amie Justine Phillips dans le Cosby Show, jusqu'en 1994. Il était à son chevet lorsqu'elle est décédée en 1998.
Il a été en couple avec l'actrice Karen Malina White (en) pendant sept ans et demi.
Malcolm-Jamal Warner est également sorti avec l'actrice Regina King de 2011 à mars 2013.
Malcolm-Jamal Warner s'est marié et a eu une fille née en juin 2017.

### Mort
Le 20 juillet 2025, alors qu’il est en vacances au Costa Rica et se baigne à Playa Grande dans la province de Limón, Malcolm-Jamal Warner meurt noyé accidentellement, emporté par un fort courant. L'acteur, secouru par des passants puis pris en charge par la Croix-Rouge costaricaine, n'a pas survécu. Il est mort par « asphyxie par immersion » selon l'Agence d'enquête judiciaire, à l'âge de 54 ans. 

## Filmographie

### Comme acteur

#### Cinéma

##### Longs métrages
- 1995 : Drop Zone de John Badham : Terry Nessip
- 1998 : A Fare to Remember de James Yukich : Winter Valen
- 1998 : Restaurant d'Eric Bross : Steven
- 2007 : The List de Brandon Sonnier : Randy
- 2008 : L'Amour de l'or (Fool's Gold) d'Andy Tennant : Cordell
- 2011 : King of the Underground de Dex Elliott Sanders : Malcolm
- 2015 : Megachurch Murder de Darin Scott : Hamilton Spears
- 2017 : Shot de Jeremy Kagan : l'ambulancier Jones

##### Courts métrages
- 2004 : Reflections : A Story of Redemption de Denise Dowse (en) : Samuel
- 2014 : Muted de Rachel Goldberg : Curtis Gladwell
- 2016 : Wannabe de Matthew Manson : Luther
- 2017 : You Can't Hear Me de Christopher Folkens : la voix

#### Télévision

##### Série télévisées
- 1982 : Matt Houston : Johnny Randolph
- 1983 : Fame : Lucas Boyd
- 1984 - 1992 : Cosby Show (The Cosby Show) : Theodore Huxtable
- 1988 : Campus Show (A Different World) : Theodore Huxtable
- 1989 : L'Enfer du devoir (Tour of Duty) : Ben Sweet
- 1991 : Le Prince de Bel-Air (The Fresh Prince of Bel-Air) : Éric
- 1992 : Here and Now : Alexander 'A.J.' James
- 1995 : Les Anges du bonheur (Touched by an Angel) : Zack
- 1996 - 2000 : Malcolm & Eddie (en) : Malcolm McGee
- 1997 : Moloney (en)
- 1999 : Sliders : R. J.
- 2002 - 2004 : Jeremiah : Kurdy
- 2002 : Lyric Cafe : Host
- 2004 : Listen Up! (en) : Bernie Widmer
- 2006 : Dexter : L'avocat de Rita
- 2008 : The Cleaner : Jason Anders
- 2009 : Hawthorne : Infirmière en chef (Hawthorne) : Fred Bernard
- 2009 : Sherri (en) : Kevin
- 2011 : Community : Andre
- 2011 : Reed Between the Lines : Dr Alex Reed
- 2012 : Major Crimes : Lieutenant Chuck Cooper
- 2014 : The Michael J. Fox Show : Russel
- 2014 : Sons of Anarchy : Sticky
- 2014 : American Horror Story : Freak Show  : Angus T. Jefferson
- 2016 : L'Arme fatale (Lethal Weapon) :
- 2016 : American Crime Story : The People v. O. J. Simpson : Al Cowlings
- 2016 : Suits : Avocats sur mesure : Julius Rowe.
- 2018 - 2023 : The Resident : Dr A. J. Austin
- 2023 : The irrational : Dustin Atwood
- 2024 : 9-1-1 : Amir (4 épisodes)

##### Téléfilms
- 1987 : Fort comme l'amour (en) (The Father Clement Story) d'Edwin Sherin (en) : Joey
- 1989 : Mother's Day de Susan Rohrer : Cullen Sturgis
- 1995 : Pilotes de choix (The Tuskegee Airmen)  de Robert Markowitz : Leroy Cappy
- 2001 : Legend of the Candy Cane de John Schmidt : Rusty (voix)
- 2010 : True Blue de Peter Horton : Walker McRae

### Comme réalisateur
- 1989 : New Edition Past and Present (vidéo)
- 1990 : This Old Man
- 1992 : Time Out: The Truth About HIV, AIDS, and You (vidéo)
- 1996 : Kenan et Kel (série télévisée)

### Comme producteur
- 1990 : This Old Man

## Doublage
- 1989 : The Real Story of Itsy Bitsy Spider (film d'animation)
- 1994 : Le Bus magique (série télévisée d'animation) : The Producer
- 2002 : Static Choc (série télévisée d'animation)
- 2004 : Stripperella (en) (série télévisée d'animation)